# Allendia
Allendia chilensis es una  especie de coleóptero adéfago de la familia Carabidae y el único miembro del género monotípico Allendia. Es originaria de Chile. Recibe su nombre taxonómico en honor al presidente chileno Salvador Allende.